# Flavio Teodosio
Flavio Teodosio (en latín, Flavius Theodosius), conocido también como Teodosio el Viejo o Teodosio el Mayor para distinguirlo de su hijo, fue un oficial destacado del ejército del Imperio Romano de Occidente. Alcanzó el cargo de comes Britanniarum (comes en la diócesis de Britania) y como tal, se le suele llamar comes (Conde) Theodosius. En tanto que padre del emperador Teodosio I, es considerado el fundador de la dinastía teodosiana.

## Biografía
Hay ciertas evidencias de que su padre se llamaba Flavio Julio Honorio (en latín Flavius Iulius Honorius) y que descendía de la Gens Julia a través de Sexto Julio César, primo de Julio César[cita requerida]. Se casó con Termancia (en latín Thermantia) posiblemente en algún momento a finales de los años 330 o principios de los 340. Con ella, tuvo al menos dos hijos, Flavio Honorio y Flavio Teodosio, nacido en Cauca (actual Coca, Segovia, en Hispania) sobre el año 346. La familia era cristiana ortodoxa, rica e influyente, perteneciente a la aristocracia local.

### Teodosio en Britania
En 368, Teodosio alcanzó por vez primera el rango militar romano de comes, lo que es semejante a un general. Valentiniano I lo envió a Britania para luchar contra una invasión de varias tribus bárbaras. Fue a Bononia (moderna Boulogne-sur-Mer), donde se embarcó para Britania, desembarcando en Rutupiae. Alcanzado por tropas veteranas, las legiones de los Batavi, de los Heruli, de los Iovii, y de los Victores, se movió a Londinium; dividido el ejército en varias partes, que atacaron a los enemigos, entorpecidos por el botín que llevaban, y los aplastó. Después de haber restituido el botín a quienes se habían visto privados de sus pertenencias, Teodosio entró en Londinium; puso allí su cuartel general, decidido a enfrentarse con prudencia al enemigo, y prometió clemencia a los soldados desertores que fueron devueltos a sus filas, además de consolidar la administración reclamando del continente funcionarios civiles y militares capaces.
El paso posterior fue reconstruir la ciudad británica y las fortalezas militares dañadas por la revuelta; disolvió el cuerpo de los arcani o areani, que se entendía con el enemigo, y modificó la administración de la diócesis, en la cual creó una nueva provincia con el nombre de Valentia. Debió también reprimir en su nacimiento la rebelión de Valentino, cuñado del vicario Maximino, que había sido exiliado a Britania; nada más preparar Valentino la rebelión, Teodosio lo hizo arrestar y lo envió al propio general Dulcicio con la orden de matarlo, ordenando al mismo tiempo que no indagase más para descubrir a otros conspiradores, con el fin de evitar el estallido de un tumulto.
Teodosio, en suma, obtuvo un gran éxito en la campaña. En esta campaña estuvo acompañado por su hijo Teodosio y, muy probablemente, el futuro emperador Magno Máximo, emparentado con su familia.

### Magister equitum praesentialis
En 369, terminada su tarea en Britania, fue llamado a la Galia, donde sucedió a Jovino en el cargo de magister equitum praesentalis de la corte del emperador Valentiniano I. El emperador convenció a los burgundios para que atacasen a los alamanes, quienes se retiraron; en 370, Teodosio atacó a través de la Recia a los alamanes refugiados, matando a muchos y enviando a Italia como tributarios a los prisioneros. Posteriormente Teodosio participó en calidad de comandante de la caballería en otra expedición de Valentiniano contra los alamanes. En 371 obtuvo una victoria sobre los alamanes, y al siguiente sobre los sármatas.
En su papel de magister, Teodosio no dudó en obedecer incluso las órdenes más crueles de Valentiniano: mientras peroraba ante el emperador la causa de Africano, que quería cambiar la provincia a administrar, Valentiniano le ordenó cambiar «la cabeza a quien desea que le sea cambiada la provincia», y Teodosio mató al Africano.

### Campaña de África y caída
En 373 comandó una expedición para sofocar la rebelión de Firmo II en Mauritania, quien se había sublevado a causa de las exacciones del gobernador romano de la provincia, el comes Africae Romano. Teodosio empleó dos años para calmar definitivamente la revuelta, y en esta época se encontró con Romano, revelándole sus fechorías. Fue, de nuevo, otra victoria para el hábil comandante. 
Sin embargo, después de esta su última victoria y de la muerte de Valentiniano I en noviembre de 375, Teodosio fue arrestado, llevado a Cartago y ejecutado a principios del año 376. No están claras las razones de esta ejecución, pero se cree que es el resultado de una lucha de facciones por el poder en Italia después de la repentina muerte de Valentiniano I. Poco antes de su ejecución, Teodosio fue bautizado, práctica común en aquella época, incluso para gente que había vivido toda su vida como cristianos.

## Elevación al trono de su hijo
Después de la muerte de Teodosio el Viejo, su hijo Teodosio fue enviado a casa, a las propiedades familiares en Gallaecia. Dos años más tarde, sin embargo, después de la desastrosa derrota romana en la batalla de Adrianópolis, Teodosio el Joven fue rehabilitado, lo pusieron a cargo de los ejércitos romanos en la mitad oriental del imperio y rápidamente elevado a la dignidad imperial el 19 de enero de 379 por el emperador Graciano, como colega y augusto de Oriente, tras la muerte del emperador oriental Valente en Adrianópolis. El ascenso al trono del joven Teodosio hizo así que la memoria de su padre fuese rehabilitada: en 383 el praefectus urbi de Roma, Quinto Aurelio Símaco, escribió a Teodosio y Graciano dos relaciones en las que anunciaba la consagración de Teodosio y la erección de una estatua ecuestre en su honor; inscripciones póstumas dedicadas a Teodosio se han encontrado en Roma, Canosa, Éfeso, Antioquía y Stobi.

## En la ficción
- Flavio Teodosio es el protagonista de la novela histórica La profecía de Jerusalén. Teodosio en Hispania, de Margarita Torres (2010).[17]